# Uzjanskyj Nationalpark
Uzjanskyj Nationalpark (ukrainsk: Ужанський національний природний парк) er et beskyttet område i Ukraine. Det er beliggende i Velykobereznjanskyj rajon i Zakarpatska oblast, ved grænsen til Polen og Slovakiet. Parken blev oprettet den 5. august 1999 og har et areal på  391,6 km². Siden 2007 har det været en del af verdensarvsstedet Gamle oprindelige bøgeskove i Karpaterne og andre regioner i Europa.  Det er også en del af Østkarpatiske Biosfærereservat. Parken blev skabt for at beskytte den uberørte bøgeskov i Karpaterne.

## Historie
I 1908, da Transkarpatien (et andet navn for Zakarpatska oblast), stadig var en del af det østrig-ungarske imperium, oprettedes et naturreservat i den øvre dal af Stuzhychanka-floden for at beskytte bøgeskovslandskabet. Reservatets areal var 3,3 km². Samtidig blev et skovreservat på 15 hektar  oprettet i den øvre dal af Uzj-floden. Mellem 1919 og 1938 tilhørte Transkarpatien Tjekkoslovakiet, og begge reservater blev betydeligt udvidet i areal. Et andet reservat blev oprettet på Yavirnyk-bjerget. Efter Anden Verdenskrig blev området fuldstændig forsømt, og der startede masseproduktion af tømmer. I 1974, under den sovjetiske periode, blev Stuzhytsiaskoven landskabsreservat etableret. Reservatets areal var 15,4  km² . I 1995 blev reservatet opgraderet til en regional landskabspark og i 1999 til en nationalpark.

## Geografi
Parken ligger i Uzj-flodens dale og ved dens bifloder i de vestlige skråninger af Karpaterne. Det højeste punkt i parken er det 1.250 meter høje bjerg  Kinchyk Bukowskij. Uzjanskyj Nationalpark indeholder fire højdezoner, herunder bøgeskov, elleskov og over 1.100 moh.  alpine enge. Klimaet er tempereret, med den årlige nedbør på omkring  900 mm og temperaturer om vinteren under nul, så bjergene er dækket af sne.

## Økosystem
Der er over 1500  plantearter  i parken; omkring 22 karplantearter er endemiske, og 52 arter, herunder 23  orkidearter, er beskyttet på nationalt plan.
Store pattedyr omfatter kronhjort, rådyr, vildsvin, rød ræv og grævling. Der er 114 fuglearter.

## Turisme og infrastruktur
Området er befolket af Lemker (en) (eller rusiner) som har en stærk indflydelse på områdets kultur. Især seks trækirker bygget i det 17.-18. århundrede overlevede inde i parken.
17 stier er afmærket i parken.